# Richard Rapant
Richard Rapant (* 16. října 1941) je slovenský právník. Od 22. ledna 1993 do 21. ledna 2000 byl soudcem Ústavního soudu Slovenské republiky.
V letech 1964 až 1968 pracoval jako podnikový právník a odborný referent na Okresním národním výboru v Trnavě. V letech 1968 až 2002 přednášel na Katedře pracovního práva na Právnické fakultě Univerzity Komenského v Bratislavě. V roce 1990 byl vedoucím Katedry pracovního rolnicko-družstevního práva a v letech 1992 až 1993 vedoucím Katedry práva a životního prostředí. Byl členem několika komisí na Ministerstvu životního prostředí a Ministerstvu zemědělství.